# 瞿秋白烈士纪念碑
瞿秋白烈士紀念碑，是福建省文物保護單位之一，位於中國福建省龙岩市长汀县汀州镇西门罗汉岭。纪念碑由中華人民共和國政府在1951年撥款建立，以紀念被國民政府處決的馬克思主義文學家瞿秋白，曾在文化大革命期間遭到破壞，後進行了多次修繕。纪念碑在1985年列入福建省文物保護單位，1986年列入全國重點烈士紀念建築物保護單位，2001年列入全國愛國主義教育示範基地。

## 歷史

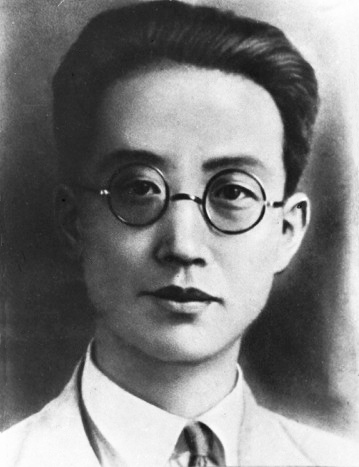
瞿秋白肖像

瞿秋白是一名民國時期的马克思主义文學家，為中国共产党早期领导人之一，在1935年被反對共产党的中国国民党当局逮捕，於福建长汀县遭到處決。1951年，中華人民共和國政府拨款為瞿秋白設立纪念碑。文化大革命期間，瞿秋白被認定是中国共产党的叛徒，名聲大受損害；雖然他後來獲得平反，但纪念碑已被人破壞。1985年（瞿秋白去世50周年），纪念碑得到重修，並列入了福建省文物保護單位。1986年，纪念碑列入全国重点烈士纪念建筑物保护单位。
1990年，纪念碑進行维修和美化工程，碑的西侧修築了一面挡土墙；工程獲得20万元人民幣的撥款，其中中華人民共和國民政部撥出了15万元，面臨嚴重财政困难的长汀县有關部門也撥出了5万元。2001年，纪念碑獲公佈為第二批全国爱国主义教育示范基地之一。2010年，民政部再次為纪念碑進行修葺。

## 結構
瞿秋白烈士纪念碑佔地4,000平方米，高30.59米，分為碑顶、碑身、碑座三層；其中，碑身呈方形、周长4.42米，碑座的基座高3.68米、须弥座高2.61米。纪念碑採用砖石水泥结构，碑顶覆盖了琉璃瓦，碑身表面有白色水泥饰面，碑座的建築物料為水泥朱红色沙子。碑身有中國共產黨文化人物陆定一題寫的「瞿秋白烈士纪念碑」字樣，以及由中国共产党福建省委员会與福建省人民政府撰写的碑文。
纪念碑下方設有平台，附近為瞿秋白被處決之地點。纪念碑是瞿秋白烈士纪念碑陵园的一部分，該陵园是「全国红色旅游经典景区」之一。